# بيارمانية
البيارمانية (الاسم العلمي:†Biarmosuchoides) هي جنس من الزواحف تتبع الفصيلة البيارميات من رتيبة البيارميات وأشباهها. وجدت لأول مرة في دوبوفكا Dubovka في روسيا. ولا تعرف إلا من العينة SGU 104B / 2051 وهي عبارة عن دكة أسنان اليسرى.